# Nick Offerman
Nicholas David Offerman (Joliet, Illinois, 1970. június 26. –) Primetime Emmy-díjas amerikai színész, forgatókönyvíró, humorista és filmproducer.
Legismertebb alakítása Ron Swanson a Városfejlesztési osztály című szituációs komédiából, mellyel több díjat is elnyert. Fontosabb televíziós szereplése volt még 2015-ben a Fargo című sorozatban. 2020-ban a Jó utat a tudatmódosítók világában! című dokumentumfilm házigazdája volt.
Az alapító (2016) című életrajzi filmben a McDonald’s egyik alapítóját, Richard McDonaldot formálta meg. A The House of Tomorrow (2017) című drámában vezető producerként és filmszereplőként is közreműködött. Szinkronszínészként hangját kölcsönözte A Lego-kaland (2014), a Hotel Transylvania 2. – Ahol még mindig szörnyen jó (2015), az Énekelj! (2016), a Jégkorszak – A nagy bumm (2016) és A Lego-kaland 2. (2019) című animációs filmekben.
2003 óta Megan Mullally színésznő férje.

## Élete
Offerman Joliet városában született Illinois államban és Minookában nőtt fel. Édesanyja Cathy, ápolónőként dolgozott, édesapja Ric Offerman középiskolai tanító volt. Katolikusként nevelték. 1993-ban szerzett  Bachelor of Fine Arts diplomát az University of Illinois at Urbana-Champaignen. Ebben az évben ő és diáktársainak egy csoportja alapította meg Chicagóban a Defiant Theatert.

## Pályafutása

### Famegmunkálás
A színészkedés mellett Offerman profi csónaképítő és fakézműves, azonkívül bútorokkal és egyéb fakészítményekkel is foglalkozik. 2008-ban jelent meg oktató DVD-je. 2016-ban könyvet is kiadott a famegmunkálásról.

## Magánélete
Megan Mullally színésznőt 2003. szeptember 20-án vette feleségül.
Offerman Chicago Cubs rajongó.

## Filmográfia

### Film
| Év   | Magyar cím                                          | Eredeti cím                                                   | Szerep                        | Magyar hang       |
| ---- | --------------------------------------------------- | ------------------------------------------------------------- | ----------------------------- | ----------------- |
| 1997 | Végig az úton                                       | Going All the Way                                             | Wilks                         |                   |
| 1998 | Angyalok városa                                     | City of Angels                                                | építőmunkás                   |                   |
| 1999 |                                                     | Treasure Island                                               | Samuel                        |                   |
| 2000 | Trend                                               | Groove                                                        | Channahon őrmester            |                   |
| 2002 | Kísérleti gyilkosság                                | Murder by Numbers                                             | rendőr                        |                   |
| 2004 |                                                     | November                                                      | Roberts rendőr                |                   |
| 2005 | Vérfarkas (Elátkozottak)                            | Cursed                                                        | rendőr                        | Turi Bálint       |
| 2005 | Beépített szépség 2. – Csábítunk és védünk          | Miss Congeniality 2: Armed and Fabulous                       | Karl Steele                   | Jászai László     |
| 2005 | Sin City – A bűn városa                             | Sin City                                                      | Shlubb                        | Bolla Róbert      |
| 2006 | Csuklónyiszálók                                     | Wristcutters: A Love Story                                    | rendőr                        |                   |
| 2007 |                                                     | The Go-Getter                                                 | Nick                          |                   |
| 2008 |                                                     | Harmony & Me                                                  | parkolóőr                     |                   |
| 2009 | Kecskebűvölők                                       | The Men Who Stare at Goats                                    | Scotty Mercer                 |                   |
| 2009 | Kaszinó a csatamezőn                                | Taking Chances                                                | Hoke Hollander seriff         | Schneider Zoltán  |
| 2010 |                                                     | Audrey the Trainwreck                                         | David George                  |                   |
| 2010 | Véres románc                                        | All Good Things                                               | Jim McCarthy                  | Bácskai János     |
| 2012 | Szeretnek az égiek                                  | Somebody Up There Likes Me                                    | Sal                           |                   |
| 2012 | Szárazon                                            | Smashed                                                       | Dave Davies                   | Anger Zsolt       |
| 2012 | 21 Jump Street – A kopasz osztag                    | 21 Jump Street                                                | Hardy helyettes megbízott     | Törköly Levente   |
| 2012 | Latin macsó visszavág                               | Casa de Mi Padre                                              | Parker DEA-ügynök             | Széles Tamás      |
| 2013 | A nyár királyai                                     | The Kings of Summer                                           | Frank Toy                     | Forgács Péter     |
| 2013 | Hamarosan...                                        | In a World...                                                 | Heners                        | Besenczi Árpád    |
| 2013 | Családi üzelmek                                     | We're the Millers                                             | Don Fitzgerald                | Besenczi Árpád    |
| 2013 | Kitérek a hitemből                                  | Paradise                                                      | Mr. Mannerhelm                | Rosta Sándor      |
| 2014 |                                                     | Nick Offerman: American Ham                                   | önmaga                        |                   |
| 2014 | A Lego-kaland                                       | The Lego Movie                                                | Fémszakáll (hangja)           | Borbiczki Ferenc  |
| 2014 | Ernest és Celestine                                 | Ernest & Celestine                                            | George (angol hangja)         |                   |
| 2014 | Szex és haverok                                     | Date and Switch                                               | Terry                         | Bolla Róbert      |
| 2014 |                                                     | The Gunfighter (rövidfilm)                                    | narrátor                      |                   |
| 2014 | 22 Jump Street – A túlkoros osztag                  | 22 Jump Street                                                | Hardy helyettes megbízott     | Törköly Levente   |
| 2014 |                                                     | Believe Me                                                    | Sean                          |                   |
| 2015 |                                                     | A Walk in the Woods                                           | Dave                          |                   |
| 2015 | Én, Earl és a csaj, aki meg fog halni               | Me and Earl and the Dying Girl                                | Victor Gaines                 | Besenczi Árpád    |
| 2015 | Kupák lovagja                                       | Knight of Cups                                                | Scott                         |                   |
| 2015 | Danny Collins                                       | Danny Collins                                                 | Guy DeLoach                   | Törköly Levente   |
| 2015 |                                                     | Welcome to Happiness                                          | Moses                         |                   |
| 2015 | Hotel Transylvania 2. – Ahol még mindig szörnyen jó | Hotel Transylvania 2                                          | Mike Loughran (hangja)        | Schneider Zoltán  |
| 2016 | Jégkorszak – A nagy bumm                            | Ice Age: Collision Course                                     | Gavin (hangja)                | Dézsy Szabó Gábor |
| 2016 | Énekelj!                                            | Sing                                                          | Norman (hangja)               | Rába Roland       |
| 2016 | Az Alapító                                          | The Founder                                                   | Richard McDonald              | Schneider Zoltán  |
| 2017 |                                                     | Gunter Babysits (rövidfilm)                                   | Norman (hangja)               |                   |
| 2017 |                                                     | The House of Tomorrow                                         | Alan Whitcomb                 |                   |
| 2017 | Bővérű nővérek                                      | The Little Hours                                              | Lord Bruno                    | Rába Roland       |
| 2017 |                                                     | The Hero                                                      | Jeremy                        |                   |
| 2017 | Életem Cukkiniként                                  | My Life as a Courgette                                        | Raymond (angol hangja)        |                   |
| 2017 |                                                     | Infinity Baby                                                 | Neo                           |                   |
| 2018 | Nosztalgia                                          | Nostalgia                                                     | Henry Greer                   |                   |
| 2018 | Hangosan dobogó szívek                              | Hearts Beat Loud                                              | Francis James “Frank” Fisher  | Gyabronka József  |
| 2018 | Húzós éjszaka az El Royale-ban                      | Bad Times at the El Royale                                    | Felix O'Kelly                 |                   |
| 2018 | Fehér Agyar                                         | White Fang                                                    | Weeden Scott marsall (hangja) |                   |
| 2019 | A Lego-kaland 2.                                    | The Lego Movie 2: The Second Part                             | Fémszakáll (hangja)           | Borbiczki Ferenc  |
| 2019 |                                                     | Frances Ferguson                                              | narrátor                      |                   |
| 2019 | Lucy az égben                                       | Lucy in the Sky                                               | Will Plimpton                 |                   |
| 2020 | Jó utat a tudatmódosítók világában!                 | Have a Good Trip: Adventures in Psychedelics (dokumentumfilm) | önmaga                        |                   |
| 2020 |                                                     | Sacred Cow                                                    | narrátor                      |                   |
| 2021 | Trollvadászok: A titánok felemelkedése              | Trollhunters: Rise of the Titans                              | Varvatos Vex (hangja)         |                   |
| 2021 | Énekelj! 2.                                         | Sing 2                                                        | Norman (hangja)               | Rába Roland       |
| 2023 | Származás                                           | Origin                                                        | Dave                          |                   |
| 2023 |                                                     | Dicks: The Musical                                            | Steve Chaney                  |                   |
| 2023 | Pénzeső                                             | Dumb Money                                                    | Kenneth C. Griffin            | Kassai Károly     |
| 2023 | Karácsonyi fénytusa                                 | Candy Cane Lane                                               | Pip                           | Csankó Zoltán     |
| 2024 | Polgárháború                                        | Civil War                                                     | elnök                         | Mihályi Győző     |
| 2024 |                                                     | The Life of Chuck                                             | narrátor                      |                   |
| 2025 | Mission: Impossible – A végső leszámolás            | Mission: Impossible – The Final Reckoning                     | Sydney tábornok               | Tokaji Csaba      |
| 2025 | A hupikék törpikék                                  | Smurfs                                                        | Ken (hangja)                  | Szabó Győző       |

### Televízió
| Év        | Magyar cím                              | Eredeti cím                        | Szerep                                 | Megjegyzések                                              |
| --------- | --------------------------------------- | ---------------------------------- | -------------------------------------- | --------------------------------------------------------- |
| 1997      | Vészhelyzet                             | ER                                 | Rog                                    | 1 epizód (Lesben állva)                                   |
| 1998      | Pszichozsaru                            | Profiler                           | Bobby                                  | 1 epizód                                                  |
| 1999      | Az elnök emberei                        | The West Wing                      | Jerry                                  | 1 epizód                                                  |
| 2001–2003 | New York rendőrei                       | NYPD Blue                          | Steven Debrees / Billy                 | 2 epizód                                                  |
| 2001–2018 | Will és Grace                           | Will & Grace                       | Nick / Jackson Boudreaux               | 2 epizód                                                  |
| 2002      | Ügyvédek                                | The Practice                       | Charles Rossi                          | 1 epizód                                                  |
| 2003      | 24                                      | 24                                 | Marcus                                 | 3 epizód                                                  |
| 2003      | Férjek gyöngye                          | The King of Queens                 | The Man                                | 1 epizód                                                  |
| 2003–2004 |                                         | George Lopez                       | Randy                                  | 8 epizód                                                  |
| 2003–2005 | Szívek szállodája                       | Gilmore Girls                      | Beau Belleville                        | 2 epizód                                                  |
| 2004      | Deadwood                                | Deadwood                           | Tom Mason                              | 1 epizód                                                  |
| 2005      |                                         | Life on a Stick                    | Greg                                   | 1 epizód                                                  |
| 2005      | Monk – A flúgos nyomozó                 | Monk                               | Jack Whitman                           | 1 epizód (Mr. Monk és a választás)                        |
| 2006      | CSI: New York-i helyszínelők            | CSI: NY                            | Joe Green                              | 1 epizód (Öngól)                                          |
| 2007      |                                         | American Body Shop                 | Rob                                    | 10 epizód                                                 |
| 2008–2015 | Childrens Hospital                      | Childrens Hospital                 | Chance Briggs                          | 14 epizód                                                 |
| 2009–2020 | Városfejlesztési osztály                | Parks and Recreation               | Ron Swanson                            | - 125 epizód - magyar hangja: - Epres Attila - Vida Péter |
| 2012      | A Cleveland-show                        | The Cleveland Show                 | Harris Grundle (hangja)                | 1 epizód                                                  |
| 2012–2019 | Bob burgerfalodája                      | Bob's Burgers                      | Cooper / Pete / Clem Clements (hangja) | 3 epizód                                                  |
| 2013      | Conan                                   | Conan                              | Ron Burgundy                           | 1 című epizód                                             |
| 2013      |                                         | Out There                          | Doug (hangja)                          | 1 epizód                                                  |
| 2013      | Tömény történelem                       | Drunk History                      | Johnny Cool                            | 1 epizód                                                  |
| 2013–2015 |                                         | Axe Cop                            | Axe Cop (hangja)                       | - 22 epizód - vezető producer                             |
| 2014      |                                         | Comedy Bang! Bang!                 | önmaga                                 | 1 epizód                                                  |
| 2014      |                                         | Kroll Show                         | Vanya                                  | 1 epizód                                                  |
| 2014      | Szófia hercegnő                         | Sofia the First                    | Whiskers (hangja)                      | 1 epizód                                                  |
| 2014–2015 | John Oliver-show az elmúlt hét híreiről | Last Week Tonight with John Oliver | vendégszereplő                         | 2 epizód                                                  |
| 2014–2021 | A Simpson család                        | The Simpsons                       | Joseph Bodwitch kapitány (hangja)      | 2 epizód                                                  |
| 2015      | Fargo                                   | Fargo                              | Karl Weathers                          | 5 epizód                                                  |
| 2015      | Muppet Show                             | The Muppets                        | önmaga                                 | 1 epizód                                                  |
| 2015      |                                         | You, Me and the Apocalypse         | Buddy                                  | 1 epizód                                                  |
| 2015      | Brooklyn 99 – Nemszázas körzet          | Brooklyn Nine-Nine                 | Frederick                              | 1 epizód                                                  |
| 2016      | Családom, darabokban                    | Life in Pieces                     | Spencer                                | 1 epizód                                                  |
| 2016      | Atyám, Zorn!                            | Son of Zorn                        | Dr. Klorpnis (hangja)                  | 2 epizód                                                  |
| 2017      | Nyomozó elvtárs                         | Comrade Detective                  | Covaci kapitány (hangja)               | 5 epizód                                                  |
| 2017      | Félig üres                              | Curb your Enthusiasm               | Cody                                   | 1 epizód                                                  |
| 2018–     |                                         | Making It                          | önmaga (házigazda)                     |                                                           |
| 2018–2019 | Hárman a Földön: Arcadia meséi          | 3Below: Tales of Arcadia           | Varvatos Vex parancsnok (hangja)       | 26 epizód                                                 |
| 2019      | Elveszett próféciák                     | Good Omens                         | Thaddeus Dowling                       | - 2 epizód - magyar hangja: - Törköly Levente             |
| 2020      | A jó hely                               | The Good Place                     | önmaga                                 | 1 epizód                                                  |
| 2020      | Devs                                    | Devs                               | Forest                                 | - minisorozat (8 epizód) - magyar hangja: - Rátóti Zoltán |
| 2021      | A szitokszavak története                | History of Swear Words'            | önmaga                                 | 5 epizód                                                  |
| 2021      |                                         | Duncanville                        | Zeb (hangja)                           | 1 epizód                                                  |
| 2021      | Colin Kaepernick: Feketén-fehéren       | Colin in Black & White             | Rick Kaepernick                        | minisorozat (6 epizód)                                    |
| 2021–     | É-szakik                                | The Great North                    | Beef Tobin (hangja)                    | - főszereplő - magyar hangja: - Turi Bálint               |
| 2022      | Pam és Tommy                            | Pam & Tommy                        | Miltie                                 | - minisorozat - magyar hangja: - Schneider Zoltán         |
| 2022      |                                         | 37th Independent Spirit Awards     | önmaga (házigazda)                     | különkiadás                                               |
| 2022      |                                         | The Resort                         | Murray Thompson                        | főszereplő                                                |
| 2022      | Micsoda csapat                          | A League of Their Own              | Dove Porter                            | 3 epizód                                                  |
| 2022      | Mit gondolsz, ki vagy?                  | Who Do You Think You Are?          | önmaga                                 | 1 epizód                                                  |
| 2023      | The Last of Us                          | The Last of Us                     | Bill                                   | - 1 epizód - magyar hangja: - Besenczi Árpád              |
| 2023      | Partiszerviz színész módra              | Party Down                         | Dermott                                | 1 epizód                                                  |
| 2024      | Az Esernyő Akadémia                     | The Umbrella Academy               | Dr. Gene Thibedeau                     | - 6 epizód - magyar hangja: - Epres Attila                |
| 2024      |                                         | The Conners                        | Adam Chestnut                          | 1 epizód                                                  |

### Videójátékok
| Év   | Cím             | Szerep        |
| ---- | --------------- | ------------- |
| 1994 | Club Dead       | Lewis Scudder |
| 2015 | Lego Dimensions | Fémszakáll    |

## Fordítás
- Ez a szócikk részben vagy egészben  a   Nick Offerman című angol Wikipédia-szócikk fordításán alapul.  Az eredeti cikk szerkesztőit annak laptörténete sorolja fel. Ez a jelzés csupán a megfogalmazás eredetét és a szerzői jogokat jelzi, nem szolgál a cikkben szereplő információk forrásmegjelöléseként.